# 绥滨县中兴边防林场
绥滨县中兴边防林场是位于中华人民共和国黑龙江省鹤岗市绥滨县的一个国有农场、事业单位:3。所辖区域，以国营中兴边防林场之名列为绥滨县的一个类似乡级单位。
2020年代初，绥滨县境内有九个乡镇、三个宝泉岭管理局管理的国有农场，以及四个类似乡级单位，中兴边防林场就是其中之一。日常事务中，绥滨县对中兴边防林场的管理与普通乡镇不同。
中兴边防林场隶属于绥滨县人民政府林业和草原局:1:3。2023年时，林场人员编制，共有35个事业编制。实有人员35人，其中在职人员31人，离退休人员36人:3。

## 行政区划
国家统计局网站，国营中兴边防林场下辖以下地区：
国营中兴边防林场虚拟生活区。